# Campeonato Mundial de Snowboard de 2021 - Big air feminino
A prova do Big air feminino do Campeonato Mundial de Snowboard de 2021 ocorreu nos dias 14 de março e 16 de março em Aspen nos Estados Unidos. 

## Medalhistas
| Ouro                | Prata                      | Bronze                |
| Laurie Blouin (CAN) | Zoi Sadowski-Synnott (NZL) | Miyabi Onitsuka (JPN) |

## Resultados

### Qualificação
Um total de 26 snowboarders participaram da competição.  A prova ocorreu no dia 14 de março.  As 8 melhores avançaram para a fase final.
| Colocação | Bib | Ordem de descida | Nome                 | Nacionalidade  | Descida 1 | Descida 2 | Melhor | Notas |
| --------- | --- | ---------------- | -------------------- | -------------- | --------- | --------- | ------ | ----- |
| 1         | 4   | 7                | Anna Gasser          | Áustria        | 79.25     | 92.75     | 92.75  | Q     |
| 2         | 5   | 6                | Laurie Blouin        | Canadá         | 92.25     | 15.50     | 92.25  | Q     |
| 3         | 3   | 2                | Zoi Sadowski-Synnott | Nova Zelândia  | 36.00     | 90.75     | 90.75  | Q     |
| 4         | 6   | 10               | Reira Iwabuchi       | Japão          | 90.00     | 21.00     | 90.00  | Q     |
| 5         | 7   | 9                | Kokomo Murase        | Japão          | 88.00     | 87.25     | 88.00  | Q     |
| 6         | 8   | 4                | Tess Coady           | Austrália      | 87.50     | 30.00     | 87.50  | Q     |
| 7         | 2   | 1                | Miyabi Onitsuka      | Japão          | 82.75     | 86.50     | 86.50  | Q     |
| 8         | 1   | 8                | Jamie Anderson       | Estados Unidos | 77.50     | 23.75     | 77.50  | Q     |
| 9         | 14  | 16               | Annika Morgan        | Alemanha       | 71.75     | 74.50     | 74.50  |       |
| 10        | 20  | 27               | Klaudia Medlová      | Eslováquia     | 23.75     | 72.25     | 72.25  |       |
| 11        | 13  | 26               | Melissa Peperkamp    | Países Baixos  | 61.25     | 72.00     | 72.00  |       |
| 12        | 10  | 3                | Katie Ormerod        | Reino Unido    | 67.25     | 71.25     | 71.25  |       |
| 13        | 26  | 21               | Cool Wakushima       | Nova Zelândia  | 69.75     | 17.75     | 69.75  |       |
| 14        | 15  | 23               | Hanne Eilertsen      | Noruega        | 58.25     | 67.00     | 67.00  |       |
| 15        | 27  | 22               | Maria Hidalgo        | Espanha        | 54.50     | 63.75     | 63.75  |       |
| 16        | 23  | 19               | Šárka Pančochová     | Chéquia        | 62.25     | 31.50     | 62.25  |       |
| 17        | 17  | 12               | Enni Rukajärvi       | Finlândia      | 61.75     | 54.25     | 61.75  |       |
| 18        | 28  | 20               | Jasmine Baird        | Canadá         | 55.25     | 57.75     | 57.75  |       |
| 19        | 21  | 24               | Hinari Asanuma       | Japão          | 20.50     | 43.75     | 43.75  |       |
| 20        | 48  | 13               | Jade Thurgood        | Estados Unidos | 42.25     | 11.00     | 42.25  |       |
| 21        | 24  | 18               | Ty Schnorrbusch      | Estados Unidos | 38.00     | 13.00     | 38.00  |       |
| 22        | 25  | 11               | Lea Jugovac          | Croácia        | 5.50      | 34.25     | 34.25  |       |
| 23        | 18  | 15               | Loranne Smans        | Bélgica        | 13.75     | 26.75     | 26.75  |       |
| 24        | 12  | 5                | Brooke Voigt         | Canadá         | 8.75      | 20.75     | 20.75  |       |
| 25        | 19  | 14               | Hailey Langland      | Estados Unidos | 1.00      | 19.75     | 19.75  |       |
| 26        | 22  | 25               | Lucile Lefevre       | França         | 18.50     | 18.00     | 18.50  |       |
| 27        | 29  | 17               | Terra Traub          | Taipé Chinesa  | DNS       | DNS       | DNS    | DNS   |

### Final
A final foi iniciada no dia 16 de março às 13h30. 
| Colocação         | Bib | Ordem de descida | Nome                 | Nacionalidade  | Descida 1 | Descida 2 | Descida 3 | Melhor |
| ----------------- | --- | ---------------- | -------------------- | -------------- | --------- | --------- | --------- | ------ |
| Medalha de ouro   | 2   | 7                | Laurie Blouin        | Canadá         | 88.00     | 35.25     | 89.75     | 177.75 |
| Medalha de prata  | 3   | 6                | Zoi Sadowski-Synnott | Nova Zelândia  | 92.00     | 84.75     | 26.75     | 176.75 |
| Medalha de bronze | 7   | 2                | Miyabi Onitsuka      | Japão          | 89.75     | 17.00     | 85.00     | 174.75 |
| 4                 | 1   | 8                | Anna Gasser          | Áustria        | 84.75     | 21.00     | 85.50     | 170.25 |
| 5                 | 6   | 3                | Tess Coady           | Austrália      | 81.75     | 48.75     | 70.00     | 151.75 |
| 6                 | 5   | 4                | Kokomo Murase        | Japão          | 84.25     | 24.00     | 26.00     | 110.25 |
| 7                 | 8   | 1                | Jamie Anderson       | Estados Unidos | 71.25     | 18.75     | 18.50     | 90.00  |
| 8                 | 4   | 5                | Reira Iwabuchi       | Japão          | 23.50     | 38.25     | 17.00     | 61.75  |

Legenda
| Recorde mundial       | Recorde mundial (World record)               |                       | Recorde africano                      | Recorde africano (African) |                                           | Q | Classificado por posição (Qualified) |
| Recorde do campeonato | Recorde do campeonato (Championship record)  | Recorde da América    | Recorde da América (Americas)         | q                          | Classificado por melhor tempo (Qualified) |   |                                      |
| Melhor marca do ano   | Melhor marca do ano (World leading)          | Recorde asiático      | Recorde asiático (Asian)              | DNS                        | Não largou (Did not start)                |   |                                      |
| Recorde nacional      | Recorde nacional (National record)           | Recorde europeu       | Recorde europeu (European)            | DNF                        | Não terminou (Did not finish)             |   |                                      |
| Recorde pessoal       | Recorde pessoal do atleta (Personal best)    | Recorde da Oceania    | Recorde da Oceania (Oceania)          | DSQ / DQ                   | Desclassificado (Disqualified)            |   |                                      |
| Recorde da temporada  | Recorde da temporada do atleta (Season best) | Recorde sul-americano | Recorde sul-americano (South America) | NM                         | Sem marca (No mark)                       |   |                                      |